# ميمي والترز
ماريان إيلين «ميمي» والترز (ني كروجيوس؛ ولد 14 مايو 1962) هي سيدة أعمال أمريكية والسياسي. جمهورية، عملت من 2015 إلى 2019 كممثل الولايات المتحدة لدائرة الكونجرس الخامسة والأربعين في كاليفورنيا.
قبل الترشح لمنصب، كان والترز مصرفيًا استثماريًا من عام 1988 إلى عام 1995, وشغلت منصب رئيس لجنة لاجونا نيجويل للاستثمار والبنوك. ثم خدمت فترتين في مجلس مدينة لاجونا نيجيل من عام 1996 إلى عام 2004, وعملت كعمدة في عام 2000, قبل أن تمثل منطقة التجمع 73 في جمعية ولاية كاليفورنيا من 2004 إلى 2008. تم انتخابها لاحقًا لعضوية مجلس شيوخ ولاية كاليفورنيا، ممثلة عن الدائرة الثالثة والثلاثين لمجلس الشيوخ من عام 2008 إلى عام 2012 ومنطقة مجلس الشيوخ رقم 37 من عام 2012 إلى عام 2015.
تم انتخاب والترز لتمثيل الدائرة الخامسة والأربعين للكونغرس في ولاية كاليفورنيا في مجلس النواب بالولايات المتحدة في عام 2014, وأعيد انتخابه في عام 2016. ترشحت لولاية ثالثة في انتخابات التجديد النصفي لعام 2018, لكنها هزمت من قبل الديموقراطية كاتي بورتر.

## النشأة والتعليم
في عام 1962, ولدت والترز باسم ماريان إيلين كروجيوس في باسادينا, كاليفورنيا. والد والترز هو تريستان كروجيوس. حصلت والترز على بكالوريوس الآداب في العلوم السياسية من جامعة كاليفورنيا, لوس أنجلوس عام 1984.

## مجلس النواب الأمريكي

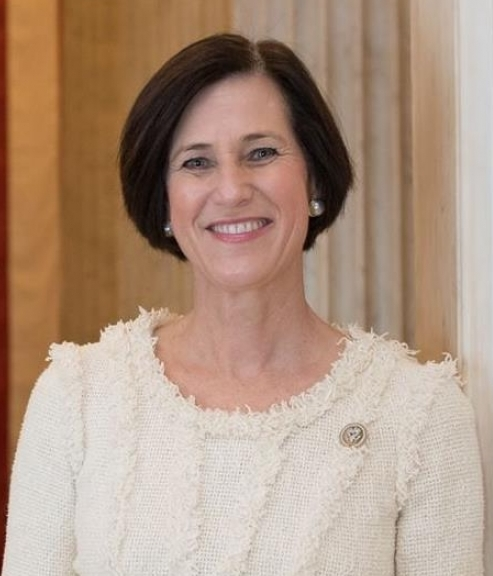
والترز خلال المؤتمر 115

### انتخابات
2014
في 2 يوليو 2013, أعلنت والترز رسميًا ترشحها للكونغرس، لتحل محل عضو الكونجرس جون بي. تي. كامبل الثالث، الذي أعلن أنه لن يسعى لولاية أخرى.
تمت الموافقة عليها من قبل عدد من أعضاء الكونجرس الجمهوريين من كاليفورنيا، بما في ذلك كامبل وكيفين مكارثي وداريل عيسى وإد رويس. قبل انتخابات عام 2014, قامت بتأسيس منظمة Blessings of Liberty Leadership PAC.
تم وضع والترز في فئة «المنافس» للجنة الكونغرس الوطني للحزب الجمهوري (NRCC) لبرنامج «الشباب البنادق». في سبتمبر 2014, عين NRCC والترز مع 13 مرشحًا آخر لبرنامج «الطليعة». في الانتخابات التمهيدية الشاملة غير الحزبية، احتلت المركز الأول في مجال من ثلاثة مرشحين، بنسبة 45٪ من الأصوات. في الانتخابات العامة، هزمت المرشح الديمقراطي درو ليفينز بنسبة 65 ٪ من الأصوات.
2016
في نوفمبر 2016, فازت والترز بإعادة انتخابها بفارق 17 نقطة على خصمها الديمقراطي رون فاراستيه. بالنسبة للحملة، جمعت والترز أكثر من 2 مليون دولار.
2018
ترشح والترز لإعادة انتخابه في عام 2018. تقدمت هي والديمقراطية كاتي بورتر من أول اثنين من المراكز التمهيدية في يونيو 2018. واجه والترز وبورتر، محامي المستهلك وأستاذ القانون بجامعة كاليفورنيا في إيرفين، المواجهة في الانتخابات العامة في 6 نوفمبر 2018.
في مايو 2018, ذكرت بوليتيكو أن الديمقراطيين كانوا واثقين من أنهم سيطردون والترز، بالنظر إلى أنه في عام 2016, كانت هيلاري كلينتون قد تولت الدائرة الخامسة والأربعين، وكتبت أن والترز قد «دعمت بعضًا من أكثر المواضيع استقطابًا في أجندة الرئيس دونالد ترامب», وأن والترز كان «متفائلاً بشأن النجاة من موجة الديموقراطيين التي كثر توقعها». أشارت بوليتيكو إلى دعمها لاستفتاء شعبي في نوفمبر. قال والترز: «السبب الوحيد لكوني هدفاً هو فوز هيلاري كلينتون في منطقتي». لقد حصلت على 37 ألف صوت أكثر مما حصل عليه الرئيس ترامب.
في سبتمبر 2018, أعلن صندوق قيادة الكونجرس (CLF), وهو أكبر حزب جمهوري سوبر PAC نشط في سباقات البيت الأمريكي، عن شراء إعلان بقيمة 400 ألف دولار لدعم حملة والترز. في أكتوبر 2018, ذكرت صحيفة لوس أنجلوس تايمز أن CLF لم تشتر إعلانات لوالترز في جولتها الافتتاحية من شراء الإعلانات التلفزيونية في جنوب كاليفورنيا. رفض CLF تقرير لوس أنجلوس تايمز, قائلاً إنهم حجزوا أكثر من 3 ملايين دولار في منطقة والترز وبدأوا الإعلان هناك في أغسطس.
في نهاية ليلة الانتخابات، كان والترز في المقدمة، ولكن خلال الأيام التالية، حصل بورتر على الأصوات وتغلب في النهاية على والترز حيث تم عد المزيد من الأصوات. في رسائل البريد الإلكتروني لجمع الأموال التي تم إرسالها إلى أنصارها، زعمت والترز أن الديمقراطيين كانوا يسعون إلى «سرقة» مقعدها عن طريق التلاعب بالأصوات.
في 15 نوفمبر 2018, دعت وكالة أسوشيتد برس إلى السباق على بورتر.

### مهام اللجنة
- لجنة القضاء
  - اللجنة الفرعية للمحاكم والملكية الفكرية والإنترنت
  - اللجنة الفرعية المعنية بالإصلاح التنظيمي والتجاري وقانون مكافحة الاحتكار
- لجنة النقل والبنية التحتية
  - اللجنة الفرعية للطيران
  - اللجنة الفرعية للطرق السريعة والعبور
  - اللجنة الفرعية للسكك الحديدية وخطوط الأنابيب والمواد الخطرة
- لجنة الأخلاق
- <b id="mwzQ">لجنة الطاقة والتجارة</b>
  - اللجنة الفرعية للاتصالات والتكنولوجيا
  - اللجنة الفرعية لحماية المستهلك والتجارة
  - اللجنة الفرعية للرقابة والتحقيقات
- شراكة الشارع الرئيسي الجمهوري[24]
- لجنة الدراسة الجمهورية[25]

قالب:Election box open primary begin no change
|-
|
| [[{{{Political party}}}|خطأ: لا توجد وحدة بهذا الاسم "Political party".]]
| ميمي والترز (شاغل المنصب)
| 86٬764
| 51.7
|-

|-
|
| [[{{{Political party}}}|خطأ: لا توجد وحدة بهذا الاسم "Political party".]]
| كاتي بوتر [الإنجليزية]
| 34٬078
| 20.3
|-

|-
|
| [[{{{Political party}}}|خطأ: لا توجد وحدة بهذا الاسم "Political party".]]
| Dave Min
| 29٬979
| 17.8
|-

|-
|
| [[{{{Political party}}}|خطأ: لا توجد وحدة بهذا الاسم "Political party".]]
| Brian Forde
| 10٬107
| 6.0
|-

|-
|
| [[{{{Political party}}}|خطأ: لا توجد وحدة بهذا الاسم "Political party".]]
| John Graham
| 3٬817
| 2.3
|-

|-
|
| [[{{{Political party}}}|خطأ: لا توجد وحدة بهذا الاسم "Political party".]]
| Kia Hamadanchy
| 3٬212
| 1.9
|-

|-
! Total votes
| 167٬957 
| 100.0 
|-
قالب:Election box open primary general election no change
|-
|
| خطأ: لا توجد وحدة بهذا الاسم "Political party".
| كاتي بوتر [الإنجليزية] 
| 158٬906 
| 52.1 
|-

|-
|
| [[{{{Political party}}}|خطأ: لا توجد وحدة بهذا الاسم "Political party".]]
| ميمي والترز (شاغل المنصب)
| 146٬383
| 47.9
|-

|-
! Total votes
| 305٬289 
| 100.0 
|-
قالب:Election box gain with party link no change
|}

## المواقف السياسية
أعطى اتحاد المحافظين الأمريكي والترز تقييمًا بنسبة 89 ٪ في عام 2017.

### الإجهاض والأبوة المخططة
عارضت والترز الإجهاض، لكنها قللت من التركيز على القضية خلال حملاتها السياسية. في عام 2015, خلال فترة دراستها الجامعية، عملت في لوحة التحديد للتحقيق في تنظيم الأسرة.

### القنب
حصلت والترز على تصنيف "D" من المنظمة الوطنية لإصلاح قوانين الماريجوانا، وهي مجموعة مناصرة تدعم تقنين الماريجوانا.

### السيطرة على السلاح
أشار ملف تعريف لوالترز في مايو 2018 إلى «سمعتها كمدافعة عن حقوق السلاح» منذ فترة طويلة. في مجلس الولاية، «صوتت مرتين ضد مشاريع القوانين التي تتطلب الختم الدقيق للرصاص من الأسلحة النارية الآلية», وضد «عمليات التحقق من الخلفية لمشتري الذخيرة», وضد حظر «مجموعات التحويل ذات السعة الكبيرة», وضد «حظر الأشخاص بموجب أوامر منع العنف المنزلي من الحصول على أسلحة نارية». ولكن خلال السنوات التي قضتها في مجلس النواب، «ارتفعت مخاوف الناخبين في كاليفورنيا بشأن حوادث إطلاق النار في المدارس بشكل كبير، حيث اعترف 73 بالمائة من المشاركين في الاستطلاع بأنهم قلقون بشأن إطلاق نار جماعي في مدرستهم العامة», حيث كان طلاب المدارس الثانوية في مقاطعة والترز يمسكون بالعنف المسلح. احتجاجات،

### خط أنابيب كيستون
صوتتت والترز لصالح قانون Keystone XL Pipeline Act (HR 3) في عام 2015

## الحياة الشخصية
والترز متزوج ولديه أربعة أطفال. في عام 2010, أظهرت نماذج الإفصاح المالي أن ممتلكات ميمي والترز تشمل ما بين 100.000 دولار ومليون دولار في بنك جولدمان ساكس. أظهر نموذج الإفصاح المالي للكونجرس لعام 2017 أن لدى والترز ممتلكات في بوستيد للأوراق المالية، وخدمات لاجونا الاستشارية، ومبنى سكني في إنسينيتاس, كاليفورنيا. والترز كاثوليكي.